# F/A-18 Hornet
Boeing F-18 Hornet (derivat din prototipul Northrop YF-17 Cobra) este un avion de vânătoare și avion de atac la sol, proiectat pentru a acționa de la bordul unui portavion (avion ambarcat). A fost conceput în anii 1970 pentru a servi în U.S. Navy (Marina Militară S.U.A.) și U.S. Marines (Pușcașii marini S.U.A.), înlocuind aparate ca F-4 Phantom, A-4 Skyhawk sau A-7 Corsair,și acționând alături de F-14 Tomcat. 
La rândul lui, F-18 Hornet va fi înlocuit de către Lockheed F-35 Lightning II.

## Variane constructive
- F-18A HORNET

- F-18B HORNET

- F-18C HORNET

- F-18D HORNET

## Specificații

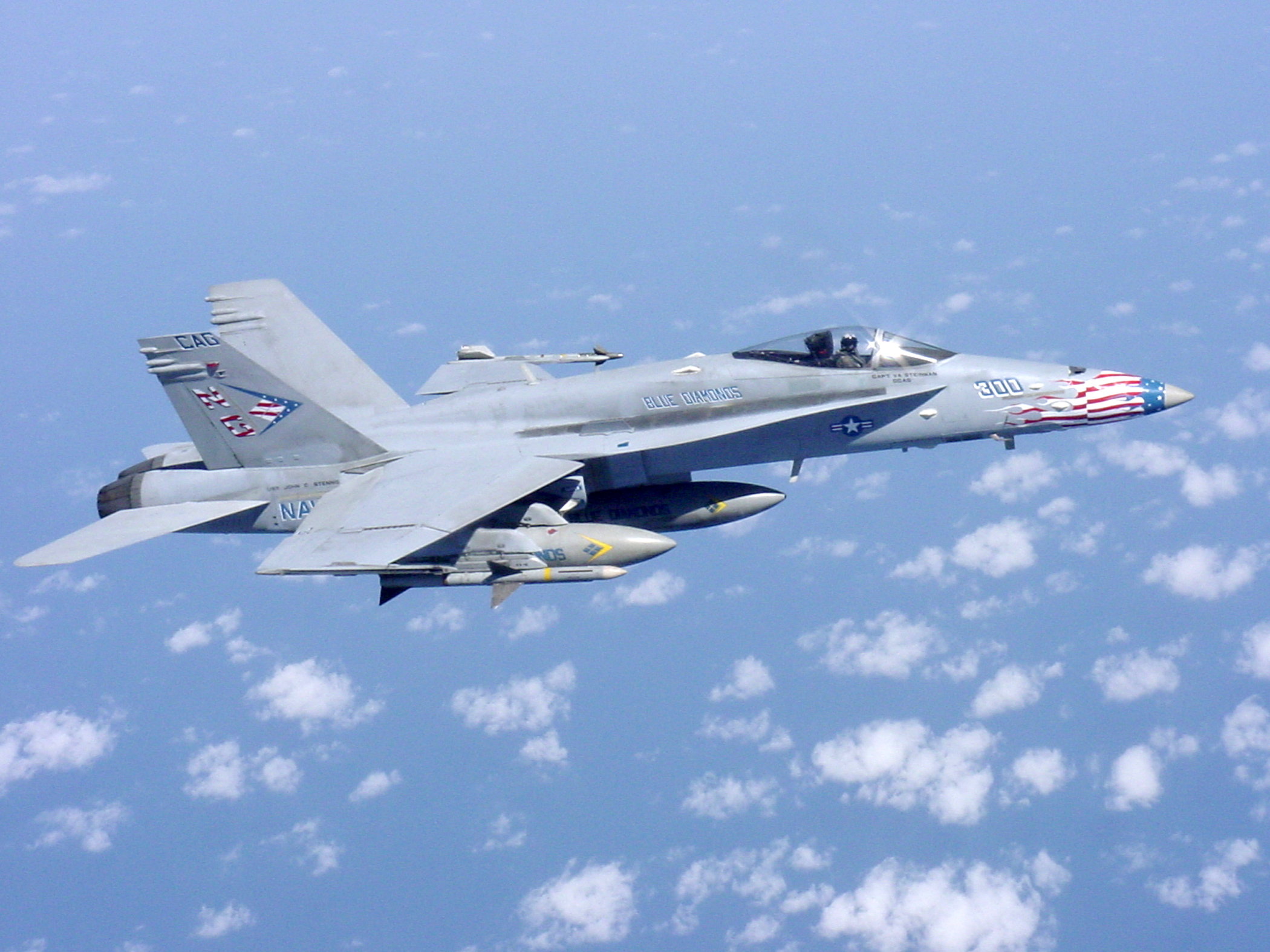
US Navy F/A-18 în anul 2002

### Caracteristici generale (F-18C Hornet)
- Echipaj: 1
- Costul unei bucăți: $39.5 milioane (1998)
- Lungime: 56 ft 0 in (17.1 m)
- Anvergura aripii: 40 ft 0 in cu rachete Sidewinder (12.3 m)
- Înălțime: 15 ft 4 in (4.7 m)
- Suprafață portantă: 400 ft² (37.16 m²)
- Masa (gol): 24,700 lb (11,200 kg)
- Masa (încărcat): 37,150 lb (16,850 kg)
- Masa maximă la decolare: 51,550 lb (23,400 kg)
- Motor: 2× General Electric F404-GE-402 turbofans, 17,751 lbf (79 kN) fiecare

### Performanțe
- Viteză maximă: Mach 1.8, 1,127 mph la 36,100 ft (1,814 km/h la 11,000 m)
- Raza de acțiune: 330 mile în misiune hi-lo-lo-hi ; 2,070 mile în zbor la viteza de croazieră (535 km / 3,330 km)
- Plafon operațional: 50,000 ft (15,000 m)
- Rata urcării: 50,000 ft/min (254 m/s)

### Armament

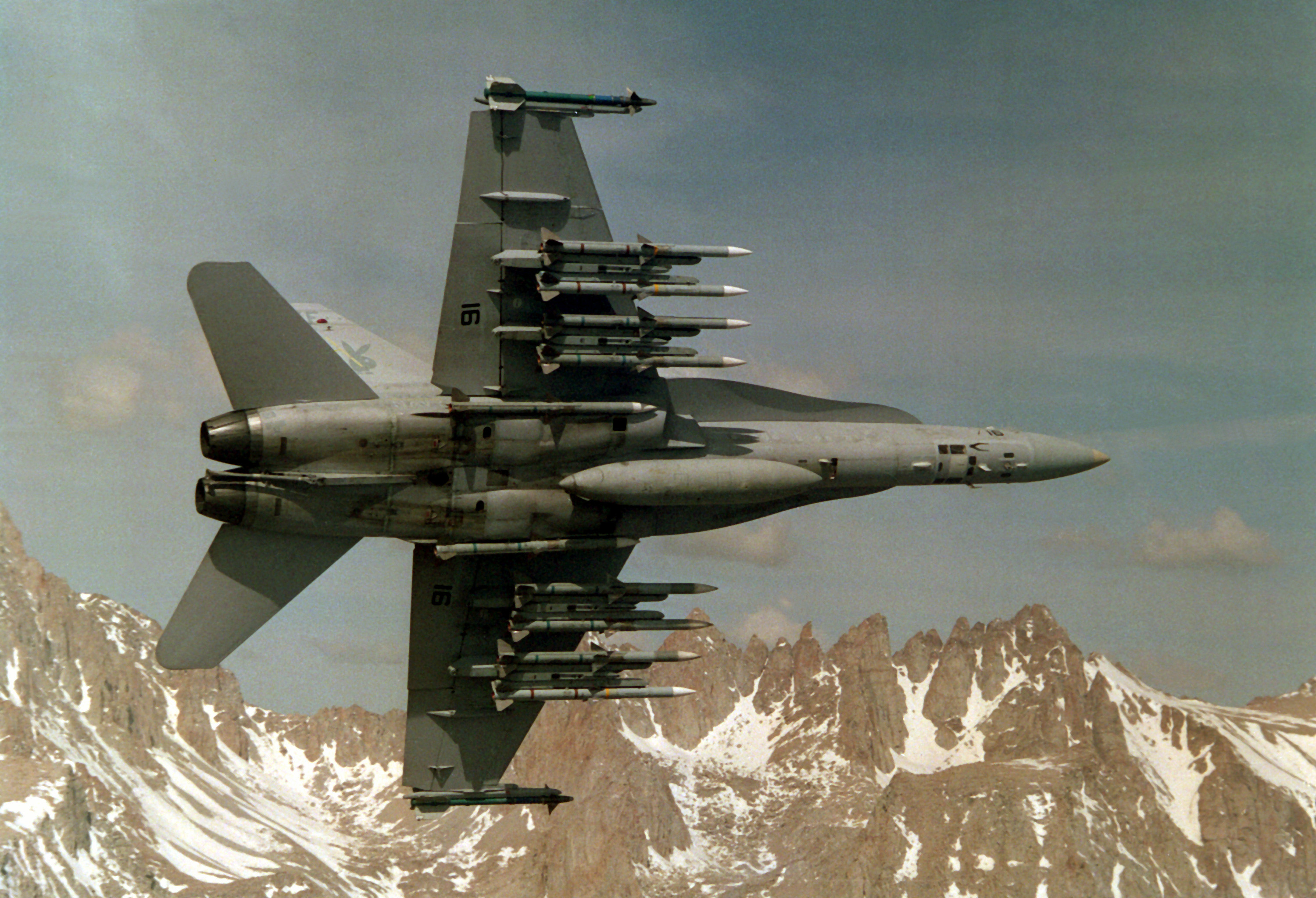

9 piloni – 2 la capătul aripii (rachete Sidewinder), 4 sub aripă și 3 sub fuselaj, care pot duce 13,700 lb (6,215 kg) de rachete aer-aer și aer-sol, bombe, rezervoare de combustibil etc.
1x 20 mm M61 Vulcan tun de bord

#### Rachete
- Aer-aer: AIM-9 Sidewinder, AIM-120 AMRAAM, AIM-7 Sparrow, IRIS-T
- Aer-sol: AGM-45 Shrike, AGM-65 Maverick, AGM-88 HARM, SLAM-ER, JSOW, rachete Taurus
- Anti-navă: AGM-84 Harpoon

#### Bombe
CBU-87 cluster, CBU-89 gator mine, CBU-97 CEM, Paveway, JDAM, serile Mk 80 , bombe nucleare, MK 20 Rockeye cluster, mine.

### Avionică
Radarul APG-73

## Operatori

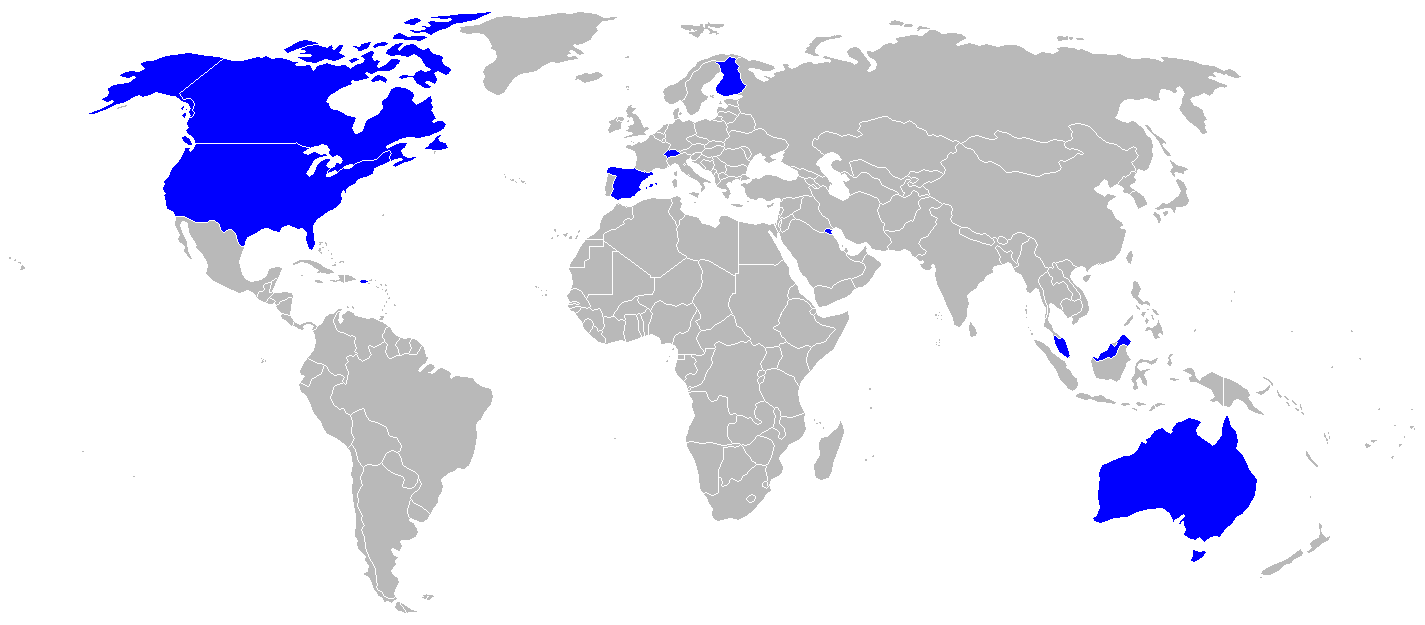
Operatorii din lume a lui F/A-18 sunt coloraţi în albastru

- SUA (United States Navy) - 1048 aparate

- Australia (Royal Australian Air Force) - 71 aparate

- Canada (Canadian Forces Air Command) - 138 aparate

- Finlanda (Suomen Ilmavoimat, F-18C/D) - 63 aparate

- Kuwait (Al Quwwat Aj Jawwaiya Al Kuwaitiya) - 40 aparate

- Malaysia (Tentera Udara Diraja Malaysia) - 8 F-18D

- Spania (Ejército del Aire, modelul C.15/EF-18) -72 aparate și un opțional de 24 F/A-18 din inventarul USA

- Elveția (Schweizer Luftwaffe / Forces aériennes suisses / Forze aeree Svizzere) - 33 aparate

## Unități care folosesc F-18 Super Hornet (US Navy)
- VFA-2 Bounty Hunters (F/A-18F)

- VFA-11 Red Rippers (F/A-18F)

- VFA-14 Tophatters (F/A-18E)

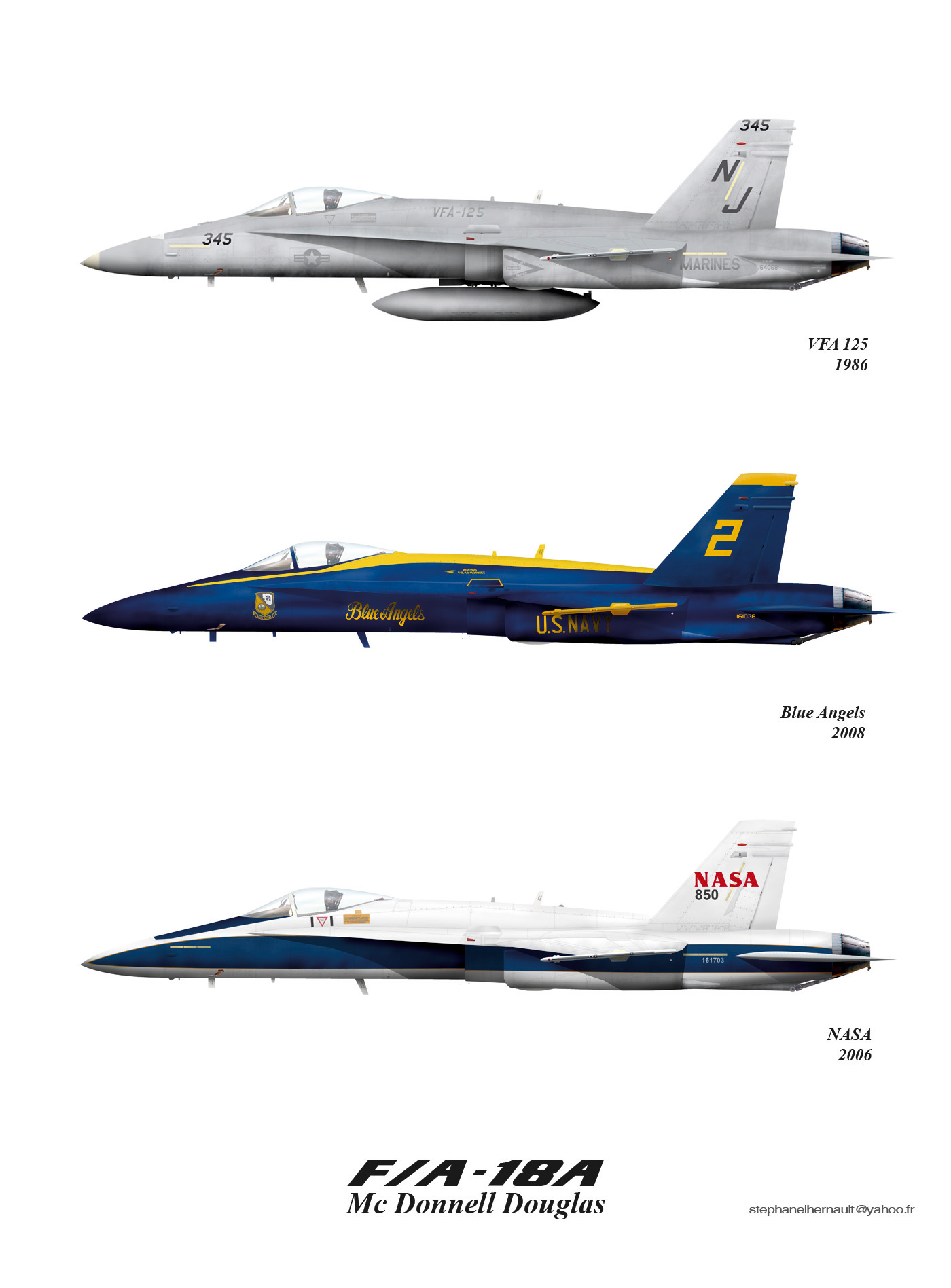
F/A-18A Hornet în diferite culori

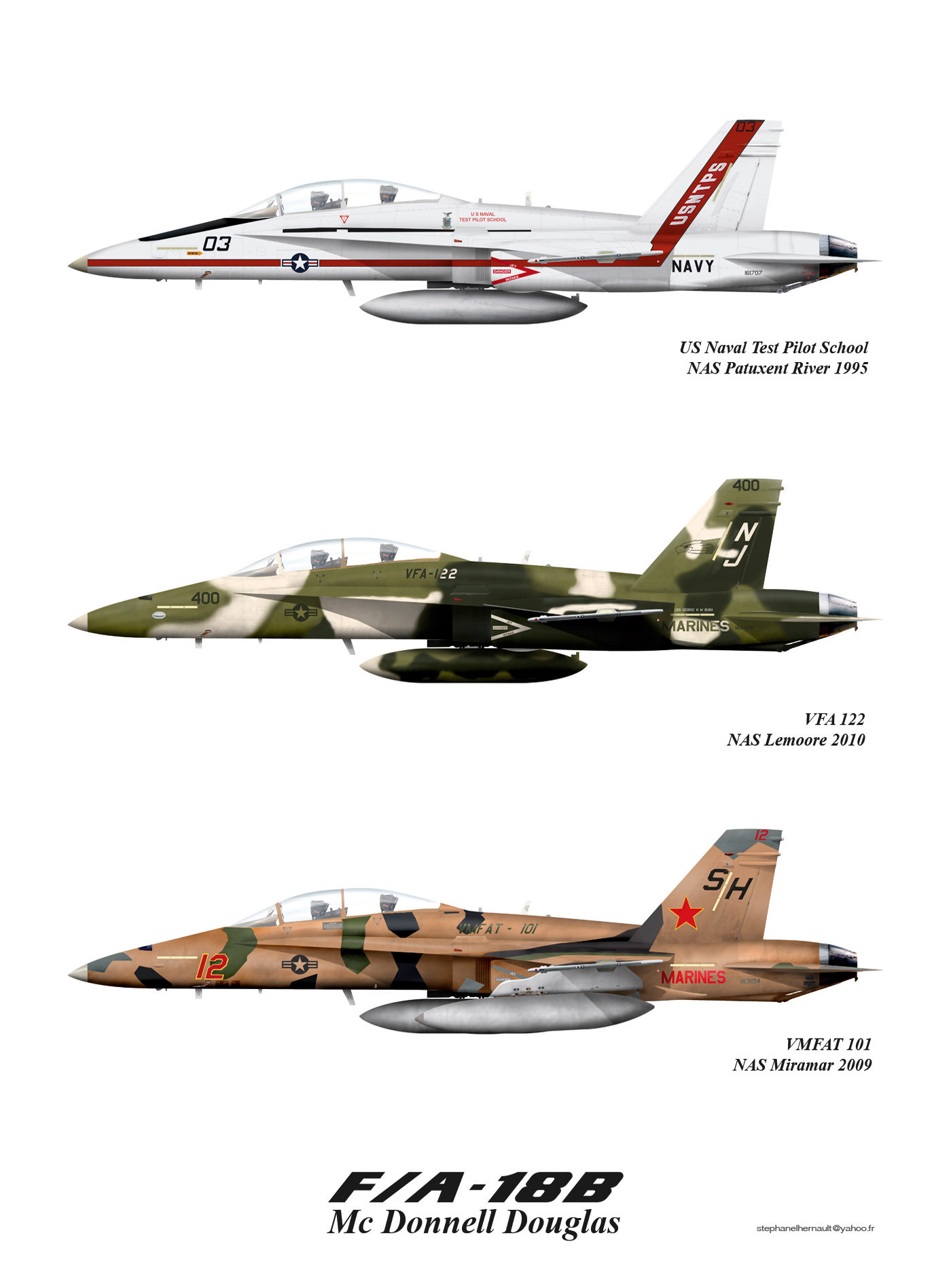
F/A-18B Hornet în diferite culori

- VFA-15 Valions (F/A-18E începând din 2008)

- VFA-22 Fighting Redcocks

- VFA-27 Royal Maces (F/A-18E)

- VFA-31 Tomcatters (F/A-18E)

- VFA-32 Swordsmen (F/A-18F)

- VFA-41 Black Aces (F/A-18F)

- VFA-81 Sunliners (F/A-18E începând din 2008)

- VFA-102 Diamondbacks (F/A-18F)

- VFA-103 Jolly Rogers (F/A-18F)

- VFA-105 Gunslingers (F/A-18E)

- VFA-106 Gladiators

- VFA-115 Eagles (F/A-18E)

- VFA-122 Flying Eagles

- VFA-136 Nighthawks

- VFA-137 Kestrels (F/A-18E)

- VFA-143 Pukin' Dogs (F/A-18E)

- VFA-146 Blue Diamonds (F/A-18E începând din 2008)

- VFA-154 Black Knights (F/A-18F)

- VFA-211 Fighting Checkmates (F/A-18F)

- VFA-213 Black Lions

- VFA-151 Vigilanties ( variantele F/A-18C/E/F)

- VX-9 Vampires (utilizează F/A-18C/D/E/F, EA-6B, AV-8B, și AH-1)

## Variante de export
- - F/A-18 Hornet

- AF/A-18A

- AF/A-18B

- CF-18A

- CF-18B

- - EF-18 Hornet

- EF-18A

- EF-18B

- - KAF-18 Hornet

- - KAF-18C

- KAF-18D

- - Doar USA

- RF-18

- F-18D(CR)

- F-18 HARV

- F-18L

## Proiecte
- YF-17 Cobra
- F/A-18E/F Super Hornet
- CF-18 Hornet (Canada)
- F-18 Hornet (Finlanda/Elveția)

## Avioane comparabile

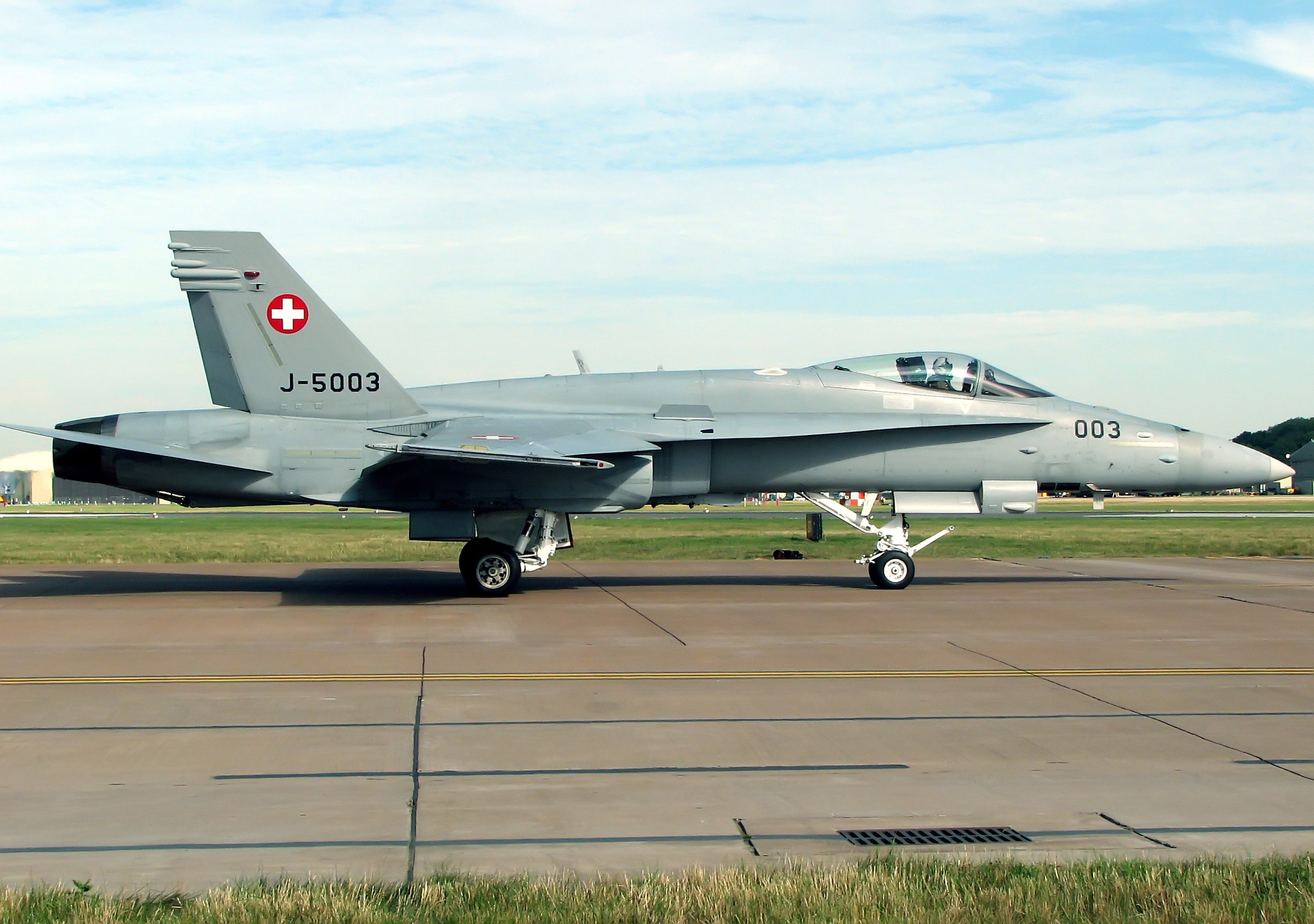

- F-16 Fighting Falcon
- MiG-29 Fulcrum
- Mirage 2000
- AIDC Ching-Kuo
- Mitsubishi F-2
- JAS 39 Gripen
- J-10
- JF-17

## Liste
- Lista avioanelor militare active în SUA
- Lista avioanelor militare din SUA
- Lista avioanelor militare